# Leonziade
Leonziade o, in Plutarco, Leontida o Leontide, figlio di Eurimaco (in greco antico: Λεοντιάδης?, Leontiàdēs; Tebe, fine V secolo a.C. – Tebe, 378 a.C.) è stato un politico greco antico.

## Biografia

### Il colpo di Stato
Nel 382 a.C., quando Leonziade era polemarco a Tebe, il generale spartano Febida, diretto ad Olinto, si fermò in città. Al contrario del collega democratico Ismenia, Leonziade corteggiò fin dal primo momento Febida e, assieme agli altri capi del partito oligarchico (Archia e Filippo), lo istigò a prendere la Cadmea col loro aiuto.
Visto che l'impresa fu compiuta il giorno che le donne celebravano le Tesmoforie nella cittadella e gli uomini tenevano assemblea vicino alla piazza del mercato, Leonziade si avvicinò ad Ismenia e lo informò della presa della Cadmea, assicurando che nessuno avrebbe subito violenze se fosse rimasto calmo; poi, affermando che la sua carica di polemarco gli permetteva di far arrestare chiunque fosse sospettato di offesa capitale, lo fece arrestare e imprigionare.
Dopodiché nominò Archia al suo posto e andò personalmente a Sparta per convincere gli Spartani ad autorizzare ciò che era stato fatto; essi, persuasi, mandarono a Tebe dei commissari, che condannarono a morte Ismenia e stabilirono al governo Leonziade e i suoi compagni del partito oligarchico, protetti da una guarnigione spartana.

### Il governo
In questa posizione Leonziade, minacciato dai circa 300 esuli democratici rifugiatisi ad Atene, vigile, prudente ed energico, entrò in forte contrasto col suo voluttuoso collega Archia, del quale disapprovava la sconsiderata e insolente sregolatezza, visto che ovviamente tendeva al rovesciamento del loro potere congiunto.
La spregiudicatezza di Leonziade, comunque, era pari alle sue altre qualità, visti che fu lui a mandare ad Atene dei sicari, incaricati di ammazzare il capo degli esuli democratici; alla fine, però, essi tolsero di mezzo solo Androclida.

### La morte
Nel 379 a.C., quando gli esuli decisero di liberare Tebe dagli oligarchi, Pelopida stesso partecipò all'impresa e si diresse alla casa di Leonziade assieme a Cefisodoro, Damoclida e Fillida, mentre Mellone e gli altri andavano da Archia.
La casa era chiusa per la notte, perciò i cospiratori ebbero difficoltà ad entrare.
Leonziade li incontrò sulla porta della sua camera, dove uccise Cefisoro, che era entrato per primo; poco dopo, nella dura lotta che ne seguì, il polemarco fu ucciso dallo stesso Pelopida.